# Зеїтінбурну-Фішекхане (станція)
40°59′09″ пн. ш. 28°54′20″ сх. д. / 40.985900732116° пн. ш. 28.905464758827° сх. д.
Залізнична станція Зеїтінбурну-Фішекхане (тур. Zeytinburnu-Fişekhane), колишня залізнична станція Зеїтінбурну,  на лінії S-bahn Мармарай розташована в мікрорайоні Казличешме, Зеїтінбурну, Стамбул, Туреччина.
Введена в експлуатацію 22 липня 1872 року.

Перебудована, електрифікована та знову введена в експлуатацію 4 грудня 1955 року 
, 
станція обслуговувала приміський поїзд B1 (Сіркеджі - Халкали) в 1955 — 2013 роках та була закрита 1 березня 2013 року в рамках будівництва проекту Мармарай

і була перебудована і знову введена в експлуатацію 12 березня 2019 року. 

## Визначні місця
- Пляж Зеїтінбурну
- Ринок Бююк'яли

## Сервіс
| Попередня станція     | Лінія | Лінія    | Лінія | Наступна станція    |
| --------------------- | ----- | -------- | ----- | ------------------- |
| Єнімахалле до Халкали |       | Мармарай |       | Казличешме до Гебзе |